# Per Eggers
Per Mikael Axel Eggers (født 3. februar 1951 i Undersåker) er en svensk skuespiller og sanger. Han blev uddannet på Teaterhögskolan i Malmö og dimitterede i 1975.
Eggers er specielt kendt for sin medvirken i komedieserien Pistvakt, som han lavede sammen med blandt andre Lennart Jähkel, Jacob Nordenson, Tomas Norström, Pierre Lindstedt og Barbro Oborg.

## Privatliv
Han er onkel til Peter Eggers, der også er skuespiller.

## Udvalgt filmografi
- Sven Klangs kvintet (1976)
- Prins Hat under jorden (1980, kun stemme)
- På kurs med Kurt (tv-serie, 1981)
- S.O.S. - amatører til søs (1988)
- Hunden der smilede (1989)
- Peter og Petra (1989)
- Rederiet (tv-serie, 1992)
- Bert (tv-serie, 1994)
- Detta har hänt (tv-serie, 1997-1998)
- Reuter & Skoog (tv-serie, 1999)
- Pistvakt (tv-serie, 2000)
- Hokus Pokus Alfons Åberg (animationsfilm, 2013)
- Småstaden (tv-serie, 2017)
- Jordskott (tv-serie, 2017)
- Fartblind (tv-serie, 2019)